# Eldin

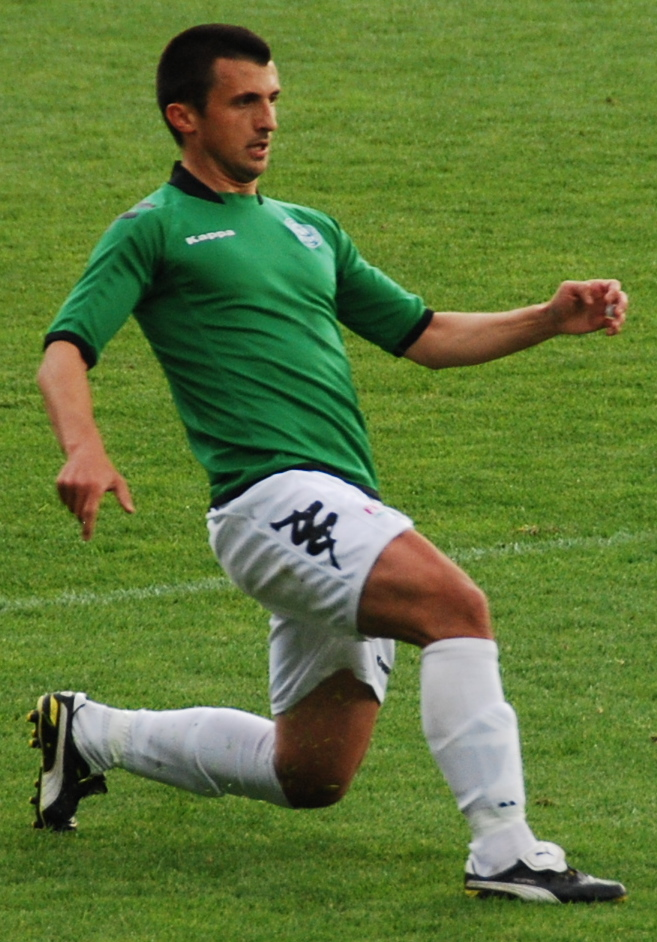
Eldin Karišik, 2011.

Eldin är ett mansnamn. Det finns i Sverige 212 män som har förnamnet Eldin. Av dessa har 169 namnet Eldin som tilltalsnamn/förstanamn. Namnsdag saknas

## Personer med namnet Eldin
- Eldin Karisik
- Eldin Kozica